# Haut Conseil de l'évaluation de la recherche et de l'enseignement supérieur
L'Haut Conseil de l'évaluation de la recherche et de l'enseignement supérieur (Hcéres o HCERES, "Alto Consiglio per la Valutazione della Ricerca e dell'Insegnamento Superiore") è un'autorità amministrativa indipendente francese, creata dalla legge relativa all'insegnamento superiore e alla ricerca del luglio 2013.
Il 10 aprile 2025 l'Assemblée nationale ha votato un emendamento che abolisce Hcéres, abolizione confermata il 17 giugno ma non approvata dal Senato.
Divenne operativo a partire dal 14 gennaio 2014, sostituendo l'Agenzia di Valutazione della Ricerca e dell'Insegnamento Superiore (Agence d'évaluation de la recherche et de l'enseignement supérieur, AÉRES), che era stata fondata nel 2006 e soppressa sette anni dopo.
L'Alto Consiglio ha il mandato di valutare gli istituti di insegnamento superiore e di ricerca, i gruppi e i corpi di ricercatori sia francesi che stranieri. I docenti-ricercatori sono invece valutati dal Consiglio Nazionale delle Università (Conseil national des universités).

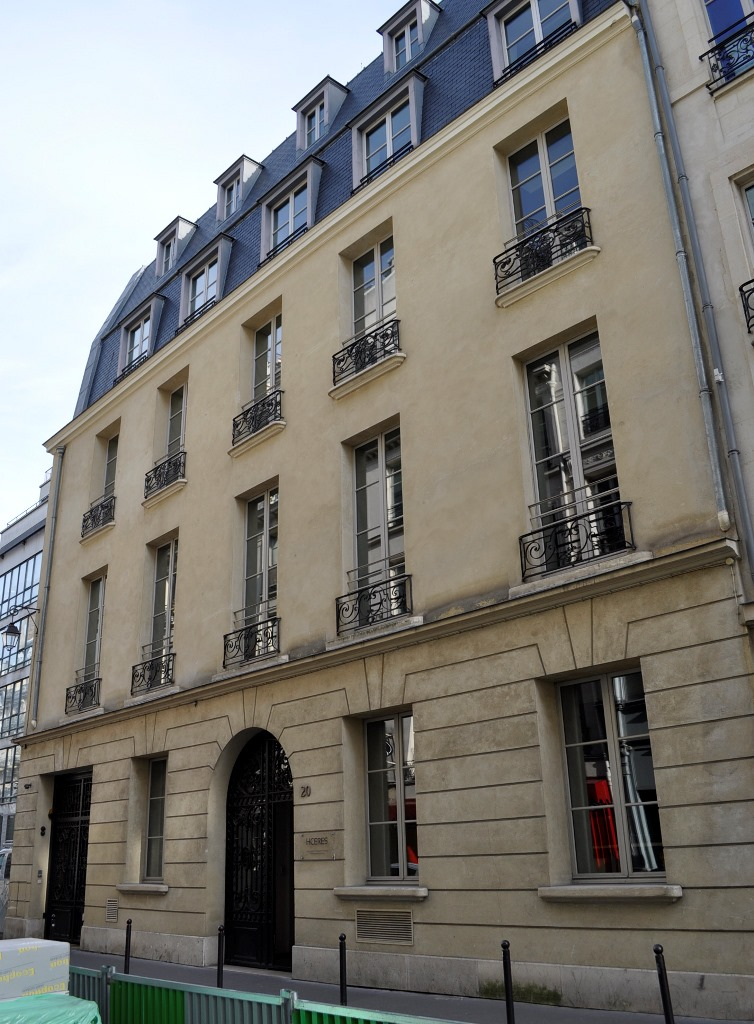
La sede dell'Alto Consiglio per la Valutazione della Ricerca e dell'Insegnamento Superiore (fino al 2014 "Agenzia di Valutazione della Ricerca e dell'Insegnamento Superiore"), al numero 20 di rue Vivienne, nel II arrondissement di Parigi, utilizzata nei primi due anni di operatività.

## Storia
La Legge Savary del 1984 di riforma dell'insegnamento pre-universitario e accademico istituì il Comitato Nazionale per la Valutazione degli Istituti Pubblici a carattere scientifico, culturale e professionale ( Comité national d’évaluation des établissements publics à caractère scientifique, culturel et professionnel, CNÉ), al quale, cinque più tardi, seguì la fondazione del Comitato di Valutazione della Ricerca (Comité national d’évaluation de la recherche, CNÉR), relativamente alla medesima classe di istituti (établissements publics à caractère scientifique, culturel et professionnel, ÉPCSCP), nella quale erano comprese anche le università.

La legge di programma della ricerca, entrata in vigore nel 2006, unì il CNÉ, il CNÉR e la Missione Scientifica, Tecnica e Pedagogica del Ministero dell'Educazione Nazionale (Mission scientifique, technique et pédagogique, MSTP), in un unico soggetto pubblico, l'Agenzia di Valutazione della Ricerca e dell'Insegnamento Superiore (Agence d'évaluation de la recherche et de l'enseignement supérieur, AERES).
Nonostante le critiche alla creazione dell'AERES, il 20 dicembre 2012 Geneviève Fioraso dichiarò davanti alla Conferenza dei Presidenti delle Università francesi:
(Nathalie Brafman, Isabelle Rey-Lefebvr Le Monde, 3 gennaio 2013)
Nel rapporto dal titolo Refonder l'université dynamiser la recherche ("Ripensare l'università, rivitalizzare la ricerca") del 14 gennaio 2013, il biochimico e politico francese Jean-Yves Le Déaut propose la costituzione di un nuovo soggetto giuridico, l'"Autorità di valutazione delle università, della ricerca e degli istituti" (Autorité de l’évaluation des universités, de la recherche et des établissements, AUTEURE), deputato sia alla valutazione diretta che alla validazione delle modalità valutative degli altri organismi già esistenti. L'Agenzia, tipicamente, avrebbe dovuto limitarsi ad una valutazione diretta degli istituti e della formazione, delegando alle università l'attività di valutazione dei gruppi di ricercatori, nel rispetto delle modalità stabilite dall'Agenzia stessa. Fu invece soppresso il mandato di validare le procedure di valutazione del persone in organico, in quanto le valutazioni furono sostituite da giudizi motivati in forma scritta, e dall'aumento contestuale degli accademici nei consigli di amministrazione. Queste disposizioni furono riprese dalla legge relativa all'insegnamento superiore e alla ricerca del 2013.
L'ARES fu oggetto di critiche anche da parte del Comitato di Saggi, incaricato di redigere il rapporto ministeriale sullo stato e le prospettive future dell'insegnamento superiore e della ricerca. A gennaio del 2014, esso fu seguito da un rapporto a cura di Denise Pumain e Frédéric Dardel, che propose la creazione di un Consiglio per la valutazione della ricerca, dell'insegnamento superiore e delle procedure i valutazione (Conseil de l’évaluation de la recherche et de l'enseignement supérieur et des pratiques d’évaluation).
L'Hcéres divenne pienamente operativa il 14 gennaio 2014. A marzo del 2016 si trasferì nella nuova sede di via Albert Enstein 2, nel XIII arrondissement di Parigi.

## Mandato
L'Alto Consiglio è incaricato di:
- valutare gli istituti di insegnamento superiore e loro aggregazioni, gli organismi di ricerca, le fondazioni di cooperazione scientifica[12] e l'Agenzia Nazionale della Ricerca, ovvero, laddove necessario, di garantire la qualità delle valutazioni effettuate dagli altri organismi;
- di concedere e rinnovare agli istituti di insegnamento superiore l'autorizzazione al rilascio di titoli di studio legalmente validi nello Stato francese, ovvero di validare le procure di valutazione applicate a riguardo da altri organismi di valutazione;
- di assicurare l'applicazione delle norme nazionali e degli Statuti particolari vigenti ai fini della valutazione dei docenti e dei ricercatori;
- di garantire che ai fini della progressione professionale di tali risorse siano valorizzate le attività di promozione della cultura scientifica, tecnica ed industriale;
- di valutare a consuntivo i programmi di investimento statali, per stabilire la ripartizione fra le strutture di diritto privato dei fondi pubblici destinati all'insegnamento superiore e alla ricerca.

## Organizzazione
L'Hcéres è un'autorità amministrativa indipendente, governata da un consiglio di trenta membri, il cui presidente eletto riferisce alle commissioni parlamentari ed esercita il potere direttivo nei confronti del personale dell'organismo..
L'Alto Consiglio incorpora l'osservatorio delle Scienze e delle Tecniche (Observatoire des sciences et des techniques), personalità giuridica indipendente di diritto pubblico e regolata da leggi speciali, la cui creazione risale ai primi anni '90.